# Rosa tisteln
Rosa tisteln, tidigare Homofobipriset är ett pris som delas ut av RFSL Stockholm till en eller flera personer eller organisationer. Den utdelande organisationen beskrev 2008 priset som att det var till för att "belysa händelser som [...] verkat för en negativ bild av" HBT-rörelsen. År 2021 beskrev organisationen priset som att  mottagaren "under året som gått gjort något som påverkat HBTQI-personers livssituation eller rättigheter negativt";. Priset delades ut första gången 1987 och prisutdelningen, där mottagaren inte brukar delta, sker vid invigningen av Stockholm Pride.
| År   | Mottagare |
| ---- | --- |
| 2024 | Agnes Wold |
| 2023 | Sverigedemokraterna, Trelleborg |
| 2022 | Cissi Wallin och Kajsa Ekis Ekman |
| 2021 | Ledningen på Astrid Lindgrens Barnsjukhus Karolinska i Stockholm |
| 2019 | SVT och Uppdrag granskning |
| 2018 | Polismyndigheten |
| 2017 | Region Gotland (Almedalen) |
| 2016 | Regeringen |
| 2015 | Allmänna Idrottsklubben (AIK) |
| 2014 | Sveriges Olympiska Kommitté (SOK) |
| 2013 | Annelie Enochson och Tuve Skånberg |
| 2012 | Örebro tingsrätt |
| 2011 | Sollentuna kommuns socialtjänst |
| 2010 | Jimmie Åkesson och Sverigedemokraterna |
| 2009 | Göran Hägglund |
| 2008 | Roland Andersson, Harriet Andersson, Lars Dagson, Anne-Berit Ekström, Gunnar Holmgren, Annika Landgren, Lars Ljungström, Karin Lundkvist, Bo-Eric Malmvall, Per Arne Parment, Sven Arne Silfverdal, Nils Svensson |
| 2007 | Migrationsdomstolen |
| 2006 | Högsta domstolen |
| 2005 | Ljungstedts gymnasium |
| 2004 | Utrikesdepartementet |
| 2003 | Morgan Johansson |
| 2002 | Adoptionscentrum |
| 2001 | Socialstyrelsen |
| 2000 | Ingegerd Wärnersson |
| 1999 | Göran Hermansson |
| 1998 | Pierre Schori |
| 1997 | Laila Freivalds |
| 1990 | Norrköpings Tidningar |
| 1988 | Aftonbladet |
| 1986 | Dagens Nyheter |